# Bauvertrag
Ein Bauvertrag ist ein Typ privatrechtlicher Verträge über den gegenseitigen Austausch von Leistungen, bei dem sich ein Teil (Auftragnehmer) verpflichtet, ein Werk gegen Zahlung einer Vergütung (Werklohn) durch den anderen Vertragsteil (Besteller) herzustellen. Vertragstypisch ist der geschuldete Erfolg, also die auftragsgemäße Herstellung einer Baulichkeit.
Bauverträge werden üblicherweise bei Neubauten (Schlüsselfertigbau), einzelner Teile davon (Rohbau), Umbauten, Renovierungsarbeiten oder um Einzelleistungen (Maurer-, Malerarbeiten, Installation, Heizungsbau) geschlossen.  Auftragnehmer von Leistungen einzelner Gewerke sind typischerweise Handwerksbetriebe. Bauunternehmer, die umfassende Bauleistungen teils selbst, teils durch Beauftragung anderer Unternehmen (Subunternehmer) erbringen, werden auch als Generalunternehmer bezeichnet.
Der Bauvertrag im eigentlichen Sinne ist vom Bauträgervertrag (Kauf von noch zu bauenden Objekten) abzugrenzen, und  Verträgen aus dem Baunebengewerbe, die sich nicht direkt auf die Errichtung oder Herstellung beziehen. Der Architekt erbringt im Rahmen des Architektenvertrages keine Bauleistungen, sondern Planungs- und Bauüberwachungsleistungen, ähnliches findet sich im Baubetreuungsvertrag.

## Rechtslage in einzelnen Ländern
- Deutschland: Bauvertrag (Deutschland)
- Österreich: In Österreich sind Bauverträge Werkverträge, das heißt, sie regeln, was auch immer die beiden Vertragspartner miteinander vereinbaren.[1][2]  Sie sind sogar formfrei, müssen also nicht einmal schriftlich sein.[2] Im Allgemeinen sind alle Vorbedingungen explizit zu regeln,[2] Regelungen dazu finden sich insbesondere in der ÖNORM B 2110 Allgemeine Vertragsbestimmungen für Bauleistungen, aber auch deren Gültigkeit ist ausdrücklich anzugeben.[2] Speziell gelten aber Fürsorgepflicht nach § 1169 ABGB, Informationspflichten bei Verbrauchergeschäften im Sinne des Konsumentenschutzgesetzes (KSchG) und die Regelungen zu sittenwidrigen Vertragsklauseln nach § 879 ABGB.[2] Der Bauvertrag ist eng an das jeweilige Angebot (Offert) gebunden, in dem sich insbesondere der Umfang aller Arbeiten niedergelegt findet.[2] Daher gelten zwischen Angebotslegung und Vertragsabschluss spezielle Regelungen über Annahme und Bindungsfrist.[2]